# بازار ماهی تسوکیجی

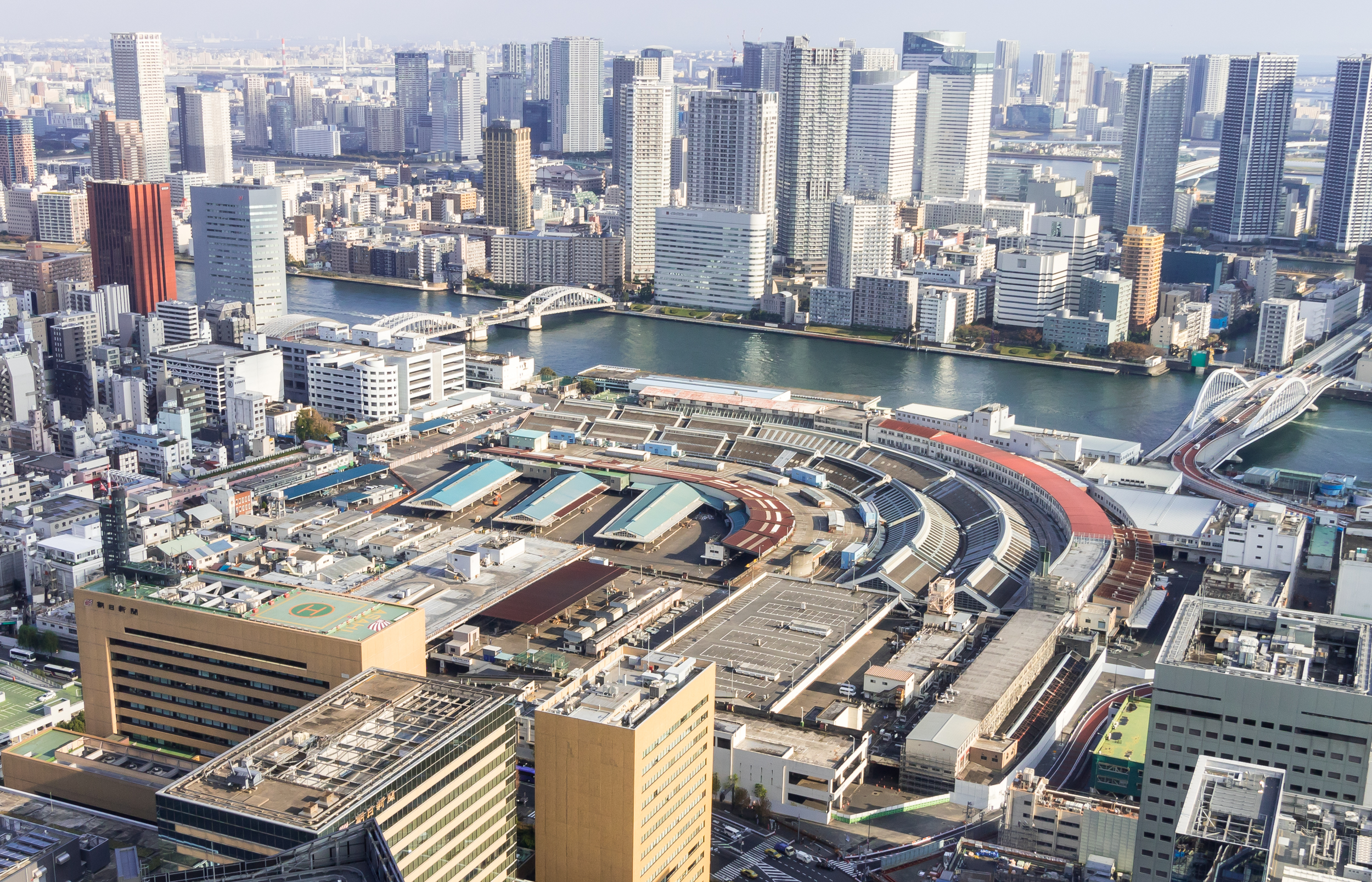
منظره بازار ماهی تسوکیجی از شیئودومه

بازار ماهی تسوکیجی (به ژاپنی: 築地市場, Tsukiji shijō)، یک جاذبه توریستی مهم برای بازدیدکنندگان داخلی و خارجی در توکیو است. این منطقه شامل بازارهای خرده‌فروشی، رستوران‌ها، و فروشگاه‌های لوازم رستوران مرتبط است. قبل از سال ۲۰۱۸، این منطقه بزرگ‌ترین عمده‌فروشی ماهی و بازار خوراک دریایی در جهان بود.